# BKK ZF
Die ZF BKK (bis 9. Juli 2025 BKK ZF & Partner) ist eine deutsche Betriebskrankenkasse mit Sitz in Friedrichshafen (Kassensitz wurde zum 1. April 2023 von Koblenz nach Friedrichshafen verlegt). Sie ist eine Körperschaft des öffentlichen Rechts mit Selbstverwaltung.

## Geschichte
Ihren Ursprung hat die BKK bei den Unternehmen ZF Friedrichshafen, Müller Weingarten und Zollern.

## Struktur
Die ZF BKK beschäftigt in ihren 12 Geschäftsstellen über 200 Mitarbeiter. Die ZF BKK ist als Krankenkasse wählbar in allen Bundesländern außer Schleswig-Holstein und Mecklenburg-Vorpommern.

## Beitragssätze
Seit 1. Januar 2025 beträgt der Zusatzbeitrag 3,4 %. 